# Folket i fält
Folket i fält är en svensk dramafilm från 1953 i regi av Sölve Cederstrand och Bengt Logardt.

## Om filmen
Filmen premiärvisades 14 mars 1953 på biograf Astoria i Stockholm. Den spelades in vid Sandrewateljéerna i Stockholm med exteriörer från bland annat Hemvärnets stridsskola i Vällinge, Tyresö, Ekotemplet och växthusen i Hagaparken i Stockholm av Rune Ericson. Filmen har som förlaga Johan Ludvig Runebergs dikt Fänrik Ståls sägner. Del 1 som utgavs 1848.

## Roller i urval
- Åke Grönberg - Sven Pettersson, kallad Sven Duva, lantbrukare, hemvärnsman
- Bengt Logardt - Folke Holmqvist, t.f. professor i historia, hemvärnsman
- Öllegård Wellton - Gunilla Brinkman, lotta
- Mary Rapp - Lotta Holmqvist, lotta, Folkes syster
- Rune Halvarsson - Viktor Frans Emanuel Goliat Svensson, kallad Virriga Viktor, konditor, hemvärnsman
- John Botvid - "Tvålfarfar", äldre hemvärnsman
- Rut Holm - Rutan, inkallad lotta
- Ingrid Almquist - sjungande lotta
- Eric Gustafsson - Gustaf Sedelberg, skånsk bankdirektör, hemvärnsman
- Nils Kihlberg - Kapten, övningsledare vid Hemvärnets Stridsskola i Vällinge
- Sten Hedlund - Brinkman, general, rikshemvärnschef, Gunillas far
- Nils Jacobsson - kapten, chef för stridsskolan i Vällinge
- Hanny Schedin - inkallad lotta, köksföreståndarinna
- Gösta Holmström - Robert Enblom, hemvärnsman, spion, förrädare och sabotör
- Margit Aronsson - Siv, lotta
- Birgit Aronsson - Maj, lotta, Sivs tvillingsyster

## Filmmusik i urval
- Flickan och blomman, kompositör och text Roland Eiworth
- Folket i fält, kompositör Roland Eiworth, text Bengt Logardt
- Förgätmigej, kompositör Ernfrid Ahlin, text Bengt Haslum
- Ole Lukkeøye, kompositör och text Ingrid Almquist
- Trampa på, kompositör och text Sverker Ahde